# Estadi Cachamay
L'Estadi Cachamay és un estadi multiusos de la ciutat de Puerto Ordaz, Ciudad Guayana, Veneçuela. Forma part de l'anomenat Centro Total de Entretenimiento Cachamay. Anteriorment va rebre les denominacions Estadi Gino Scaringella (1980-1990) i Polideportivo Cachamay (1990-2007).
Va ser inaugurat l'any 1980 i renovat els anys 1990 i 2007. És la seu dels clubs Asociación Civil Mineros de Guayana i Asociación Civil Minervén Bolívar Fútbol Club. Té una capacitat per a 41.600 espectadors asseguts.

## Copa América 2007
Va ser una de les seus de la Copa Amèrica de futbol de 2007.

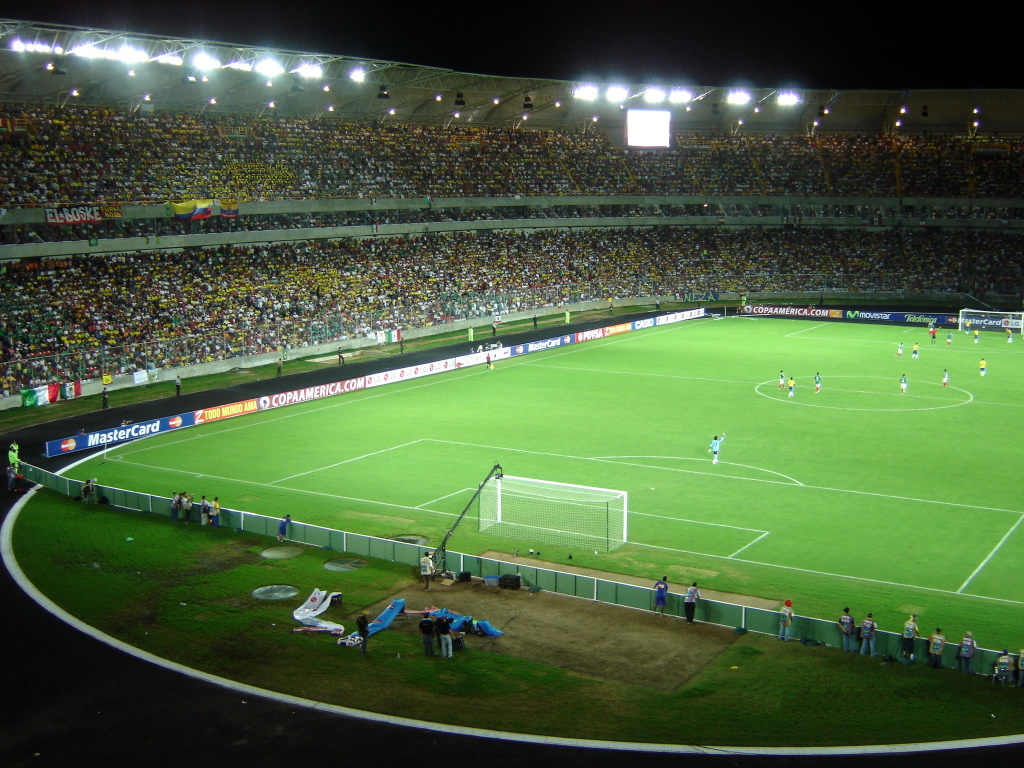
Brasil vs Mèxic Copa América 2007.

| Data       | Hora  | Equp 1  | Res. | Equp 2    | Ronda     |
| ---------- | ----- | ------- | ---- | --------- | --------- |
| 2007-06-27 | 18.30 | Equador | 2-3  | Xile      | Grup B    |
| 2007-06-27 | 20.50 | Brasil  | 0-2  | Mèxic     | Grup B    |
| 2007-07-11 | 20.50 | Mèxic   | 0-3  | Argentina | Semifinal |